# Волштин
Волштин (пољ. Wolsztyn) град је у Пољској у Војводству великопољском. По подацима из 2012. године број становника у месту је био 13 662.
.

## Становништво
| 2012.  |
| ------ |
| 13 662 |

## Партнерски градови
- Домон
- Либен